# Wout van Aert
Wout van Aert (Herentals, 15 september 1994) is een Belgisch veldrijder en wegwielrenner die sinds maart 2019 in dienst rijdt bij het Nederlandse World Tour-team Visma I Lease a Bike, voorheen Team Jumbo-Visma.
Van Aert werd driemaal op rij wereldkampioen veldrijden, in de jaren 2016, 2017 en 2018, en pakte ook vijfmaal zilver in deze discipline. Hij won ook medailles op de wereldkampioenschappen wielrennen: tweemaal zilver op de weg, in 2020 (na Julian Alaphilippe) en 2023 (na Mathieu van der Poel), en tweemaal zilver in het tijdrijden, in 2020 en 2021 (telkens na Filippo Ganna). Van Aert behaalde ook twee Olympische medailles: zilver in de wegrit in 2020 en brons in de tijdrit in 2024. Daarnaast werd hij vijf keer Belgisch kampioen veldrijden, drie keer Belgisch kampioen tijdrijden en één keer Belgisch kampioen op de weg.
Naast de kampioenschappen won hij onder meer het wielermonument Milaan-San Remo en klassiekers als de Omloop Het Nieuwsblad, Kuurne Brussel Kuurne, Strade Bianche, E3 Harelbeke, Gent-Wevelgem, Amstel Gold Race en de Bretagne Classic.
In de Ronde van Frankrijk won Van Aert tien etappes, met onder meer twee individuele tijdritten, een rit met een dubbele beklimming over de Mont Ventoux en prestigieuze slotritten op de Champs-Elysées. In 2022 was hij eindwinnaar van de groene trui in het puntenklassement en won hij de Prijs van de Strijdlust.
Een zware valpartij in de Ronde van Frankrijk van 2019 kostte van Aert zo'n vijf maanden revalidatie. In 2024 kwam hij nogmaals zwaar ten val in Dwars door Vlaanderen en liep daarbij verscheidene breuken op, waardoor hij niet kon deelnemen aan de Ronde van Vlaanderen en Parijs-Roubaix.

## Carrière

### Veldrijden

#### Jeugd
Van Aert genoot zijn opleiding bij het jeugdteam van Telenet-Fidea. Na een anoniem eerste seizoen bij de junioren in 2010–2011, liet hij voor het eerst van zich spreken in 2011–2012. Zo won hij dat seizoen de cross in Ruddervoorde. Het was dat seizoen de enige cross die Mathieu van der Poel niet wist te winnen. Op zowel het BK als het WK werd hij tweede, dit achter respectievelijk Daan Soete en diezelfde Van der Poel. Vanaf het seizoen 2012–2013 maakte Van Aert de overstap naar de beloften. Als eerstejaars presteerde hij uitstekend: hij won verschillende crossen en werd zowel op het BK als het WK derde. In het daaropvolgende seizoen domineerde hij samen met Van der Poel de beloftecategorie. Van Aert kroonde zich dat seizoen tot wereldkampioen in Hoogerheide, nadat hij drie weken eerder gediskwalificeerd werd op het BK in Waregem vanwege een valse start. Ook won hij zijn eerste wedstrijd bij de elite; in Otegem klopte hij Klaas Vantornout en Rob Peeters.
Gaandeweg het seizoen 2014–2015 merkte Van Aert dat hij de beloftecategorie ontgroeid was. Zo won hij het EK en verschillende manches in de wereldbeker. Samen met Van der Poel besloot hij enkele weken voor het WK om vanaf dan definitief bij de profs te gaan rijden.

#### Elite
Vanaf het seizoen 2014–2015 reed Van Aert in dienst van Crelan-Vastgoedservice. Hij startte dat seizoen aanvankelijk nog als belofte, hoewel hij de Bpost bank trofee al bij de elite betwistte. Tijdens de Koppenbergcross verbaasde hij door Sven Nys te kloppen en zo zijn eerste grote overwinning bij de profs te behalen. Hij zou dat seizoen 13 overwinningen behalen, inclusief de eindwinst in de Bpost bank trofee. Hij werd ook tweede op het wereldkampioenschap bij de profs achter Mathieu van der Poel.

#### 2015-2016
Vanaf het begin van het seizoen 2015–2016 liet Van Aert een indrukwekkende reeks optekenen door 20 veldritten op rij als eerste (14 keer) of als tweede (6 keer) te finishen. Door de gevolgen van buikgriep eindigde die reeks op 26 december in Heusden-Zolder. Op 1 januari 2016 verzekerde Van Aert zich van een tweede opeenvolgende eindzege in de Bpost bank trofee. Een goeie week later, op 10 januari, kroonde hij zich voor het eerst tot Belgisch kampioen in zijn eigen Lille. Twee weken later, op 24 januari, schreef hij ook de wereldbeker op zijn naam door tweede te worden in Hoogerheide na Mathieu van der Poel. Op 31 januari 2016 werd hij na een spannend eindduel met Lars van der Haar wereldkampioen in het Limburgse Heusden-Zolder. Op 13 februari haalde hij ook het eindklassement van de Superprestige binnen. Van Aert realiseerde hiermee de grand slam van het veldrijden: eindwinst in de drie belangrijkste regelmatigheidsklassementen en winst op het nationale kampioenschap en het wereldkampioenschap. Van Aert is de tweede crosser in de geschiedenis die deze prestatie kon neerzetten, na Sven Nys in het seizoen 2004–2005. Voor de volledigheid moet hier vermeld worden dat Van Aert het Europees kampioenschap aan Lars van der Haar moest laten. Dit kampioenschap werd in het seizoen 2004–2005 nog niet gereden. Aan het einde van het seizoen werd Van Aert verkozen tot Koning Winter.

#### 2016-2017
In het seizoen 2016–2017 behaalde Van Aert 18 overwinningen. Hij werd dat seizoen voor de tweede keer in zijn carrière Belgisch kampioen en verlengde in het Luxemburgse Belvaux ook zijn wereldtitel. Hij haalde het voor Mathieu van der Poel, die af te rekenen kreeg met vier lekke banden.

#### 2017-2018
Op 4 februari 2018 werd Van Aert in Valkenburg voor de derde keer wereldkampioen. Hij was drie weken eerder ook al voor de derde keer Belgisch kampioen geworden.

#### 2018-2019
In het seizoen 2018-2019 behaalde Van Aert 4 overwinningen. Op de kampioenschappen werd hij telkens tweede. Op het Europees kampioenschap tweede achter Mathieu van der Poel, op het Belgisch kampioenschap tweede achter Toon Aerts en op het wereldkampioenschap opnieuw tweede achter Van der Poel.

#### 2019-2020
Door de gevolgen van zijn zware valpartij in de Ronde van Frankrijk 2019, miste Van Aert een groot deel van het veldritseizoen 2019–2020. Op 27 december maakte hij tijdens de Azencross zijn rentree in het veld; hij bekroonde zijn lange revalidatie met een vijfde plaats. Tijdens zijn laatste cross, de Krawatencross in zijn eigen thuisdorp, werd hij eerste. Dit was meteen ook zijn eerste overwinning na zijn val in de Tour. In totaal reed Van Aert slechts 7 wedstrijden.

#### 2020-2021
In het seizoen 2020–2021 reed Van Aert 14 veldritten, waarvan hij er 5 wist te winnen, waaronder het Belgisch kampioenschap. Hij won het klassement in de wereldbeker en haalde een zilveren medaille op het wereldkampioenschap. Dit wereldkampioenschap werd gewonnen door Mathieu van der Poel, mede doordat de koploper Van Aert een lekke band kreeg.

#### 2021-2022
Van Aert reed in het seizoen 2021-2022 10 crossen en won er daarvan 9, waaronder het BK, dat hij voor de vijfde keer wist te winnen. Enkel in Hulst won hij niet door kettingproblemen. Van Aert gaf verstek voor het WK in Fayetteville, omdat dit niet paste in de voorbereiding op het wegseizoen.

#### 2023-2024
Van Aert gaf in de winter voorrang aan de voorbereiding van zijn wegseizoen voor 2024, waardoor hij maar aan een beperkt aantal veldritwedstrijden deelnam en zowel het Belgisch Kampioenschap als het Wereldkampioenschap aan zich liet passeren. Op 9 december in Essen reed hij pas zijn eerste veldrit. Hij won er voor de vijfde keer in zijn carrière.

### Wegwielrennen

#### Begin

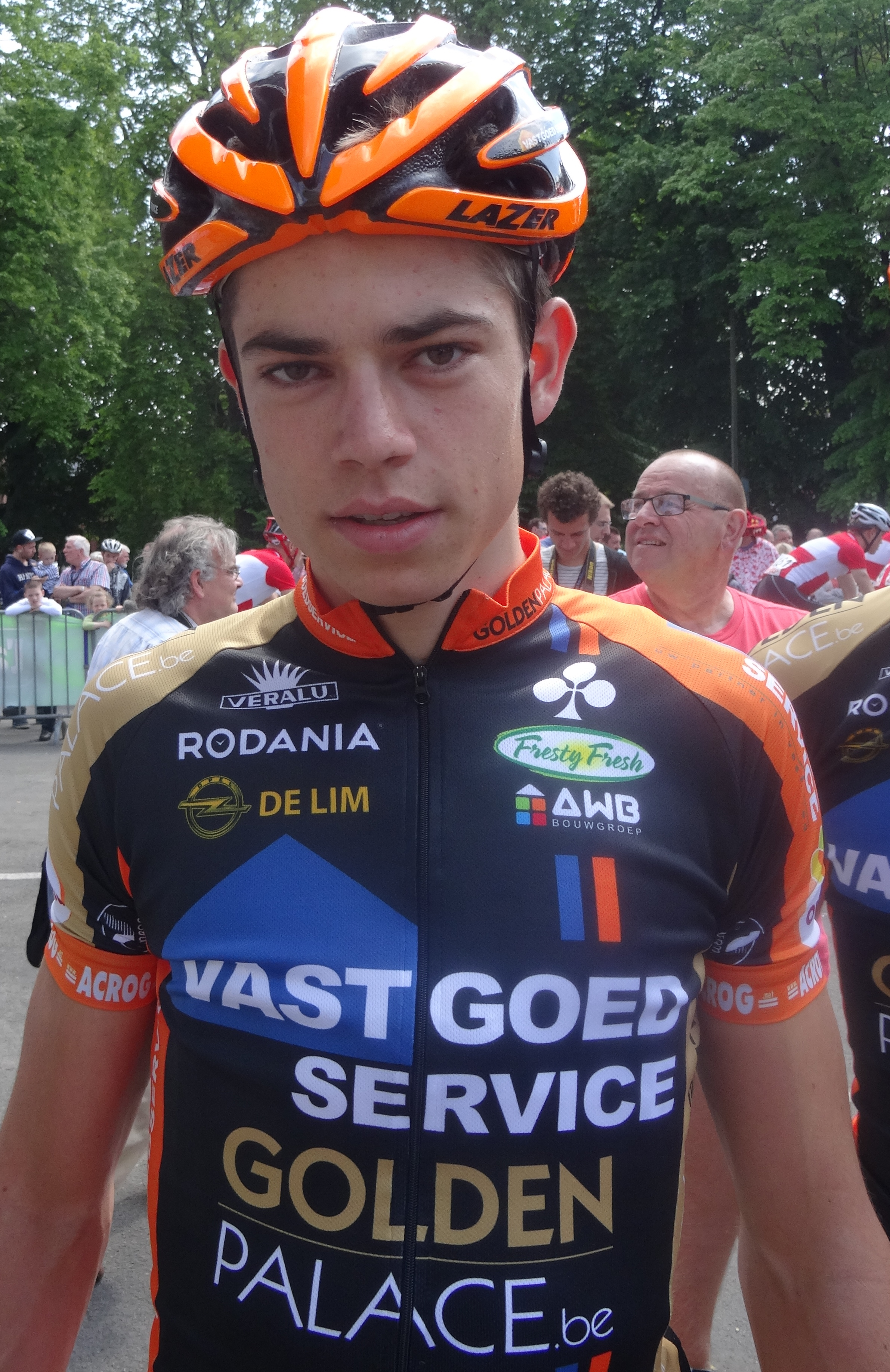
Van Aert in 2014

Dat Wout van Aert ook een uitstekend wegrenner is, bewees hij in 2014. Nadat hij al achtste geworden was in het eindklassement van de Ster ZLM Toer, won hij in juli de derde en vijfde etappe van de Ronde van Luik. Dit leverde hem ook de eindzege op. Hiermee trad hij in de voetsporen van onder anderen Bjarne Riis, Stijn Devolder en Jan Bakelants. Ook in het zomerseizoen 2015 toonde hij zijn grote potentieel. Dit door zowel in de Omloop Het Nieuwsblad voor beloften als in de GP Jef Scherens een vierde plek te behalen.

#### 2016
In mei 2016 volgde dan zijn eerste UCI-zege op de weg. In de proloog van de Ronde van België verraste hij vriend en vijand door meervoudig wereldkampioen tijdrijden Tony Martin te kloppen. Hierna bleef Van Aert het goed doen op de weg. Zo werd hij tweede in de vierde etappe van de Ster ZLM Toer na Sep Vanmarcke. Op het Belgisch kampioenschap werd hij na een zeer zware wedstrijd negende. In Dwars door het Hageland werd hij knap tweede na Niki Terpstra. Een paar weken voor de start van het nieuwe veldritseizoen won hij na een indrukwekkende demarrage nog de Schaal Sels.

#### 2017
Tijdens de Ronde van België van 2017 pakte Van Aert na de tijdrit de rode leiderstrui. In de daaropvolgende vierde etappe verloor hij deze op de flanken van de Roche-aux-Faucons. Uiteindelijk werd hij 10e in het algemene klassement. In de Ronde van Limburg bleek hij de snelste te zijn uit een groepje vluchters. Een week later was hij tijdens de nieuw leven ingeblazen Elfstedenronde wederom de beste sprinter. Hij werd eerste voor Mathieu van der Poel en Lauwrence Naesen. Ook de Grand Prix Pino Cerami wist hij te winnen, opnieuw door de beste sprint in huis te hebben van een select groepje vluchters. Later dat jaar behaalde hij ook nog ereplaatsen in Rad am Ring (2e), Dwars door het Hageland (3e) en de Schaal Sels (2e).

#### 2018
In de Omloop Het Nieuwsblad 2018 reed Van Aert na een lekke band mee met de favorieten voor de winst, waarna hij uiteindelijk 32e werd. Bij zijn debuut in de Strade Bianche wist Van Aert mee te glippen met Romain Bardet. Enkel Tiesj Benoot kon vanuit een achtervolgende groep terug komen aansluiten en reed zo naar de overwinning. Een moegestreden Wout van Aert moest vrede nemen met een derde plaats. In het verdere voorjaar bevestigde hij deze prestatie met onder meer een 10e plaats in Gent-Wevelgem, een 9e plaats in de Ronde van Vlaanderen en een 13e plaats in Parijs-Roubaix.
In augustus won Van Aert na een late demarrage de tweede etappe van de Ronde van Denemarken en werd hij leider. Hij verloor geen tijd meer tijdens deze ronde en won hierdoor het eindklassement. Een week later pakte hij op het Europees kampioenschap in Glasgow de bronzen medaille. Hij werd er in de sprint geklopt door Matteo Trentin en zijn rivaal uit het veldrijden Mathieu van der Poel.

#### 2019
In 2019 herhaalde Van Aert in de Strade Bianche zijn prestatie van het voorgaande jaar door opnieuw derde te worden, ditmaal achter Jakob Fuglsang en Julian Alaphilippe. In Milaan-San Remo werd hij 6e en in de E3 Harelbeke sprintte hij naar de tweede plaats. Hij werd geklopt door collega-veldrijder Zdeněk Štybar.
In juni won Van Aert zijn eerste wedstrijd in de World Tour. In het Critérium du Dauphiné slaagde hij erin de tijdrit te winnen met 31 seconden voorsprong op Tejay van Garderen. Een dag later won hij ook de vijfde etappe, door Sam Bennett te verslaan in de sprint. Ook won hij hier het puntenklassement. Op 27 juni won hij voor de eerste keer in zijn carrière het Belgisch kampioenschap tijdrijden.
Op 7 juli won hij met zijn ploeg Jumbo-Visma de 2e etappe, een ploegentijdrit, in de Ronde van Frankrijk en veroverde hij de witte trui van het jongerenklassement. Op 15 juli sprintte hij in Albi naar de overwinning in de 10e etappe door Elia Viviani en Caleb Ewan te verslaan. Hiermee behaalde hij zijn eerste overwinning in een grote ronde. Tijdens de individuele tijdrit op 19 juli kwam Van Aert gruwelijk ten val, waardoor hij de Tour vroegtijdig moest verlaten. Hij liep een zware beenwonde op en men vreesde voor zijn carrière. Ondanks dit vroegtijdige einde van zijn seizoen, won hij dat jaar de Flandrien-Trofee. Een beloning voor zijn constante topprestaties in zowel het veldrijden als het wegwielrennen.

#### 2020
Tijdens het openingsweekend toonde Van Aert met een 11e plaats in de Omloop Het Nieuwsblad dat hij goed gerevalideerd was en zijn vorm goed zat voor de andere voorjaarsklassiekers.
Na een onderbreking van bijna vijf maanden wegens de coronacrisis stond de wielerwereld op 1 augustus klaar om aan het hertekende seizoen te beginnen met de Strade Bianche. Door weg te rijden van de kopgroep op de laatste grindstrook en solo aan te komen, wist Van Aert deze wedstrijd voor het eerst te winnen, na eerder twee keer derde te zijn geëindigd. Het was precies één jaar geleden dat hij met zijn revalidatie gestart was na zijn val in de Tour.
Op 8 augustus won Van Aert met Milaan-San Remo zijn eerste monument door voor een aanstormend peloton Julian Alaphilippe in de spurt te verslaan. Vier dagen later won hij de eerste etappe naar Saint-Christo-en-Jarez in het Critérium du Dauphine en nam daarmee de eerste leiderstrui. Ook won hij hier voor het tweede jaar op rij het puntenklassement. Hij zette zijn zegereeks voort door op 20 augustus zijn titel op het Belgisch kampioenschap tijdrijden succesvol te verdedigen. In de Ronde van Frankrijk won hij de 5e etappe naar Privas in een licht oplopende sprint tegen Cees Bol. Ook won hij de 7e etappe naar Lavaur in de spurt van een afgeslankt peloton.
Eind september werd hij tweede op het wereldkampioenschap tijdrijden na Filippo Ganna, waarna hij twee dagen later in de wegwedstrijd opnieuw zilver pakte, ditmaal na Julian Alaphilippe. Omwille van de coronacrisis werd de Ronde van Vlaanderen verreden op 18 oktober. In een spannende wedstrijd reed hij weg met wereldkampioen Julian Alaphilippe en Mathieu van der Poel. Nadat Alaphilippe wegviel door een botsing met een motor, verloor Van Aert de sprint met enkele centimeters verschil van Van der Poel.
Omwille van de goede sportieve prestaties in 2020 werd Van Aert op 12 november beloond met de Nationale trofee voor sportverdienste. Van Aert werd daarvan per telefoon op de hoogte gebracht door wielerlegende Eddy Merckx. Op 18 december werd hij tevens uitgeroepen tot Sportman van het jaar. Ook werd hij voor de tweede maal bekroond met de Flandrien-Trofee en won hij voor het eerst de Kristallen fiets en de Vlaamse Reus.

#### 2021

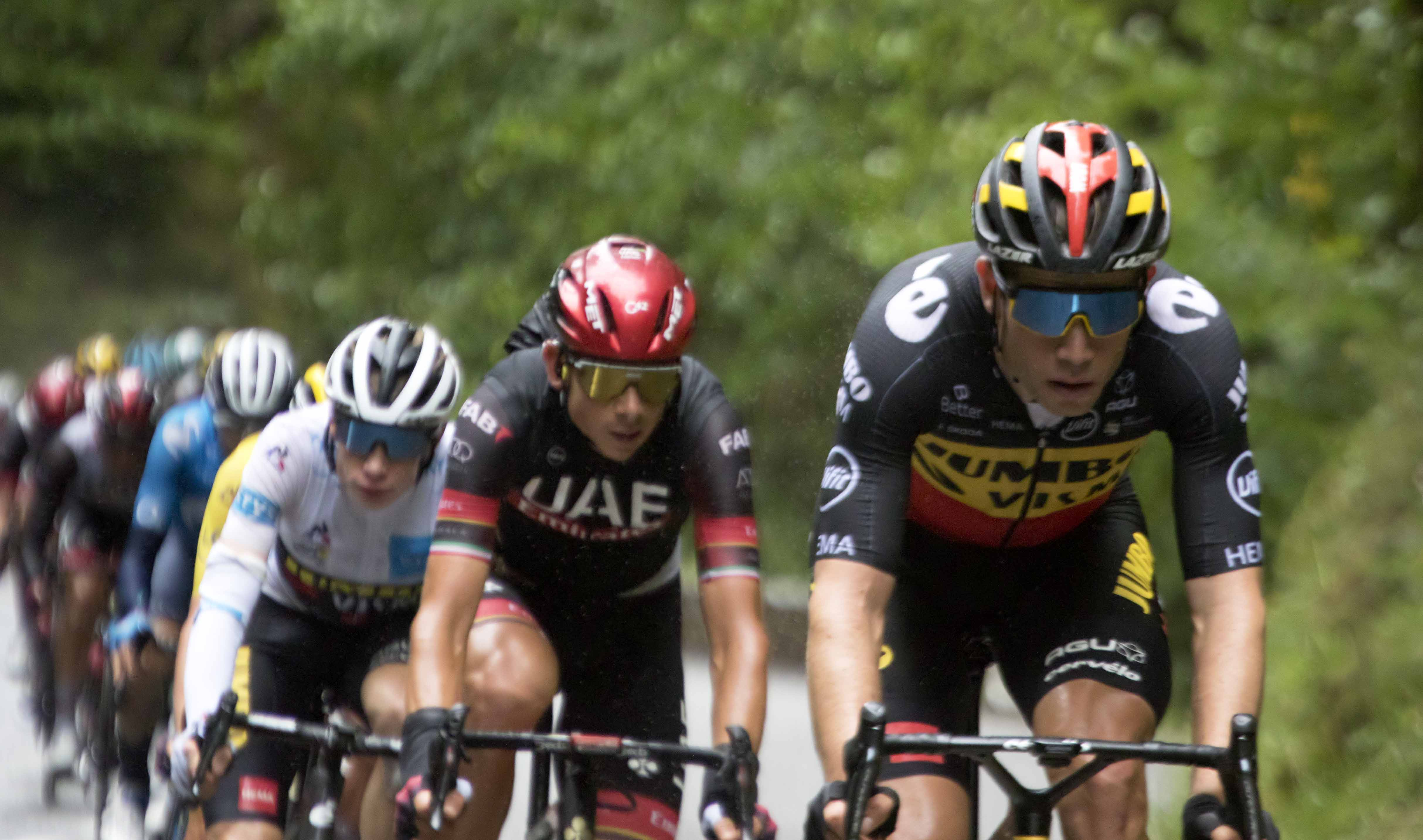
Van Aert met Davide Formolo en zijn kopman en witte trui Jonas Vingegaard in de Ronde van Frankrijk 2021

Van Aert vatte op 6 maart het wegseizoen aan in de Italiaanse klassieker Strade Bianche en werd als titelverdediger 4e in de straten van Siena. Na de Strade Bianche kwam Van Aert met klassementsambities aan de start van de Tirreno-Adriatico, waarin hij in de eerste etappe meteen de massasprint won. Van Aert won ook de afsluitende tijdrit en werd tweede in het eindklassement, na Tourwinnaar Tadej Pogačar. Bovendien nam Van Aert ook de puntentrui mee naar huis. Een week later werd hij als titelverdediger 3e in Milaan-San Remo, na landgenoot Jasper Stuyven en Caleb Ewan. Op 28 maart won Van Aert met Gent-Wevelgem zijn eerste Vlaamse klassieker, na 180 kilometer in een vlucht te hebben gereden die ontstaan was door waaiervorming. Op 18 april won Van Aert met de Amstel Gold Race zijn tweede klassieker van het voorjaar na een prangende millimeterspurt met Tom Pidcock.
Begin mei kreeg Van Aert af te rekenen met een blindedarmontsteking waardoor zijn voorbereiding op de Tour de France onderbroken werd. Hierdoor verdedigde Van Aert zijn titel op het BK tijdrijden niet. Hij startte vier dagen later wel op het BK wielrennen in Waregem, waar hij voor het eerst in zijn carrière Belgisch kampioen op de weg werd. Op 7 juli behaalde Van Aert in de Tour zijn 4e ritzege in een bijzonder prestigieuze etappe met twee keer de beklimming van de mythische Mont Ventoux. In de 20e etappe pakte Van Aert zijn 2e ritzege van deze Tour in de tijdrit naar Saint-Émilion. Een dag later vervolledigde Van Aert zijn historische drieluik in de sprintetappe naar de Champs-Élysées. Zo won hij een bergrit, tijdrit én sprint in één en dezelfde Tour. Enkel Eddy Merckx (1974) en Bernard Hinault (1979) deden hem dit voor.
Zes dagen na de Tour veroverde Van Aert een zilveren medaille in de wegrit van de Olympische Zomerspelen in Tokio, na Richard Carapaz. Als voorbereiding op het WK in eigen land en Parijs-Roubaix reed Van Aert de Ronde van Groot-Brittannië. Hier behaalde hij vier etappezeges en won hij het eindklassement voor Ethan Hayter en Julian Alaphilippe. Tussen 19 en 26 september stonden de wereldkampioenschappen wielrennen in België gepland. In de tijdrit voor elite mannen werd Van Aert voor het tweede jaar op rij tweede, op vijf seconden van Filippo Ganna. Door zijn indrukwekkende prestaties dat jaar en zijn blakende vorm van de voorgaande weken, werd Van Aert vooruitgeschoven als uitgesproken kopman van de Belgische ploeg voor de wegrit voor elite mannen. Het lukte hem in een zeer zware wedstrijd niet de Belgische droom waar te maken om in eigen land wereldkampioen te worden; hij eindigde uiteindelijk op een 11e plaats. Een week later stond, na tijdens het voorjaar te zijn uitgesteld, de Koningin der Klassiekers op het programma. Van Aert sloot hier zijn successeizoen 2021 af met een 7e plaats in een heroïsche editie van Parijs-Roubaix.
Op 19 december verlengde Van Aert zijn titel als Sportman van het jaar. Hij won ook voor het tweede jaar op rij de Kristallen Fiets en voor de derde maal de Flandrien-Trofee.

#### 2022
Van Aert begon uitmuntend aan zijn wegseizoen met meteen een overwinning in de Omloop Het Nieuwsblad, zijn eerste wegwedstrijd van het jaar. Op de Bosberg wist hij met een versnelling aan het peloton te ontsnappen om vervolgens twaalf kilometer verder solo over de finish te rijden. Naar Parijs-Nice kwam hij om zich te richten op ritzeges. Team Jumbo-Visma imponeerde in de eerste etappe. Zo reed Van Aert met zijn ploegmaats Primož Roglič en Christophe Laporte weg op de laatste beklimming van de dag en haalden ze samen de finish. Na eenmaal 2e en tweemaal 3e te zijn geëindigd in de eerste drie etappes, wist hij de vierde etappe (individuele tijdrit) te winnen. In de slotetappe bikkelden de klassementsmannen nog voor de eindzege in een zinderende strijd, waarin Van Aert zich wederom kon tonen als uitstekend klimmer én ploegmaat. Van Aert nam zijn kopman Roglic op sleeptouw in een achtervolging op de ontsnapte Simon Yates en reed alle andere klassementsmannen uit het wiel, waardoor ze de eindzege toch konden behouden. Dankzij vijf top 3-noteringen veroverde Van Aert ook het puntenklassement van deze Parijs-Nice.
Op 25 maart wist Van Aert na knap ploegwerk de E3 Saxo Classic te winnen. Hij kwam, zoals in Parijs-Nice, samen met ploeggenoot Christophe Laporte over de streep na een ontsnapping van 42 kilometer. Na ook een goede indruk te hebben gegeven in Gent-Wevelgem, werd Van Aert als topfavoriet bestempeld voor de Ronde van Vlaanderen. Enkele dagen voor de start sloeg het noodlot toe en kwam het nieuws dat Van Aert besmet was met Covid-19, waardoor hij forfait moest geven voor Vlaanderens Mooiste. Ook kon hij zijn titel in de Amstel Gold Race hierdoor niet verdedigen. Een week later startte hij zonder veel ambities aan Parijs-Roubaix, maar desondanks werd hij tweede achter Dylan van Baarle door de sprint te winnen van een achtervolgende groep. Door het eerdere wegvallen van de Ronde van Vlaanderen en de Amstel Gold Race, besloot Van Aert om voor de eerste maal in zijn carrière te starten in Luik-Bastenaken-Luik. Hier eindigde hij op een derde plaats, na Quinten Hermans en Remco Evenepoel. Ook al hoopte hij voor de start van het seizoen op een overwinning in een monument, kon hij ondanks de coronaperikelen toch spreken van een mooi voorjaar met twee klassieke overwinningen en twee podiumplaatsen in de monumenten.
Van Aert begon zijn tweede deel van het seizoen in het Critérium du Dauphiné als voorbereiding op de Tour de France. In de openingsetappe was het meteen raak en won hij de massasprint. Ook in de tweede, derde en vierde etappe was Van Aert er dicht bij. In de vijfde etappe was het wel weer raak en was hij wederom de snelste in de massasprint. Voor de derde maal won hij het puntenklassement van deze rittenkoers. Door een lichte knieblessure in de aanloop naar de Tour kon Van Aert zijn Belgische titel op de weg niet verdedigen.

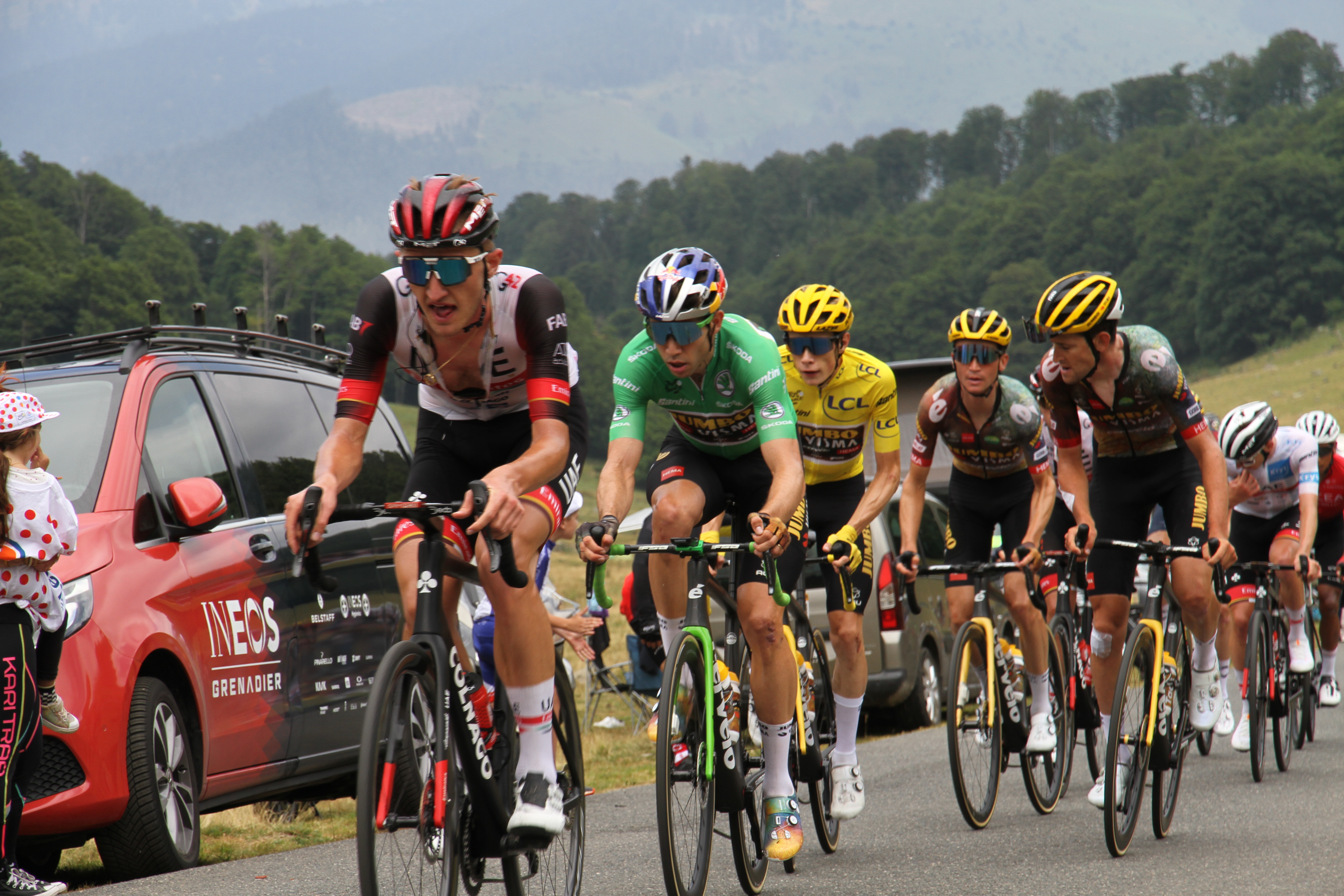
Dag 17 van de Ronde van Frankrijk 2022. Van Aert, Sepp Kuss en Tiesj Benoot omringen hun kopman Jonas Vingegaard in het kielzog van Mikkel Bjerg

Van Aert begon de Ronde van Frankrijk 2022 met een 2e plaats in de openingstijdrit en ook in de twee opeenvolgende etappes werd hij tweede. Door middel van bonificatiesecondes veroverde Van Aert in de 2e etappe de gele leiderstrui; deze zou hij vier etappes dragen. In de 4e etappe was het wel raak en pakte hij op indrukwekkende wijze zijn 7e ritzege in de Tour. Na uitstekend voorbereidend werk van zijn ploeg viel Van Aert op 10 km aan op de Cap Blanc Nez, hij hield in zijn eentje een aanstormend peloton af om vervolgens solo te triomferen in Calais. Hiermee volgde Van Aert 46 jaar later Freddy Maertens op als Belg die een rit wint in de Tour met de gele trui aan. Van Aert won vier dagen later ook de 8e etappe in Lausanne na een machtige sprint bergop tegen Michael Matthews en Tadej Pogačar. In etappe 20 slaagde Van Aert erin om zijn derde ritzege van deze Tour te winnen door op de voorlaatste dag de tijdrit van Lacapelle-Marival naar Rocamadour te winnen. Zijn ploegmaat Jonas Vingegaard werd in dezelfde tijdrit 2e en kon zo de gele trui veiligstellen, waardoor Van Aerts ploeg Team Jumbo-Visma voor de eerste keer het algemeen klassement van de Tour de France kon winnen. Van Aert won in deze Tour de France voor de eerste maal het puntenklassement met een indrukwekkend eindtotaal van 480 punten, een aantal waarmee hij het record van Peter Sagan (477 punten) verbeterde. Door zijn aanvalslustig koersen gedurende de hele Tour de France, werd hem ook de Prijs van de Strijdlust toebedeeld. Hiermee was hij de eerste Belg sinds Eddy Merckx die deze prijs kon winnen.

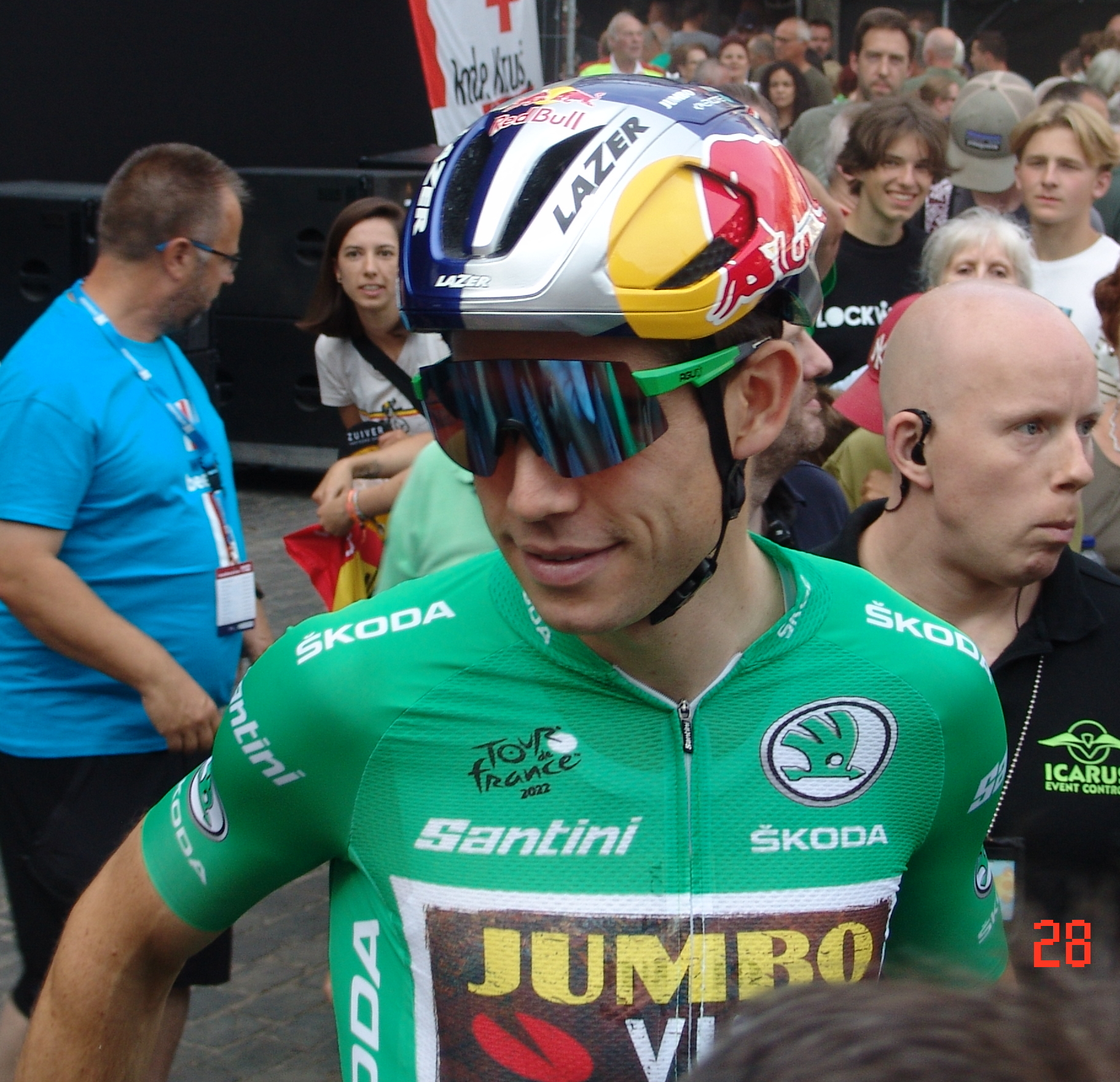
Van Aert tijdens het na-Tourcriterium van Herentals

Op 21 augustus begon Van Aert aan zijn voorbereiding voor het wereldkampioenschap in Wollongong met de Cyclassics Hamburg. In een sprint van een kleine groep werd hij tweede na Marco Haller en voor Quinten Hermans. Op 28 augustus won Van Aert de Bretagne Classic na zelf de finale te hebben geopend. Wegraken lukte niet, maar Van Aert won uiteindelijk dan toch nog in de sprint van een uitgedunde groep.

#### 2023
2023 ging voor Van Aert de boeken in als het seizoen van 'net niet'. Tijdens het klassiek voorjaar legden wieleranalisten Dirk De Wolf en Marc Sergeant hem reeds in maart stevige druk op, en stelden dat het tijd was om te oogsten. "Van Aert moet dringend een [grote] koers [van het kaliber klassieker] winnen, anders gaat hij nerveus worden", aldus De Wolf. De Omloop Het Nieuwsblad sloeg Van Aert doelbewust over om zich toe te leggen op Tirreno-Adriatico en Milaan-San Remo. Van Aerts rivaal Mathieu van der Poel nam evenmin deel aan het Vlaamse openingsweekend en maakte van dezelfde koersen een doel. Toen Van der Poel in de finale van Milaan-San Remo een versnelling plaatste op de Poggio, vond niemand hier een antwoord op. Van der Poel arriveerde solo, Van Aert werd derde achter Filippo Ganna.
In aanloop naar de Ronde van Vlaanderen toonde Van Aert dat hij over een goede vorm beschikte. Eind maart won hij voor de tweede maal op rij de E3 Saxo Classic, in een sprint met Mathieu van der Poel en Tadej Pogačar. Tijdens de beklimming van de Oude Kwaremont dreigde hij de rol definitief te moeten lossen bij een forse tempoversnelling van Pogačar. Echter, een botsing van een televisiemotor (met een toeschouwer) hield Pogačar en Van der Poel even op, waardoor Van Aert weer bij hen kwam aansluiten. Hij bleek vervolgens ruim de snelste van het trio in Harelbeke. Van Aert pareerde na de aankomst de kritiek van Dirk De Wolf en Marc Sergeant. "Ik moet just niks! (Ik moet helemaal niks)", riep een gepikeerde Van Aert in de televisiecamera na het overschrijden van de aankomst. De quote van Van Aert werd achteraf massaal op sociale media gedeeld, waarbij Van Aert een heuse meme lanceerde.
Twee dagen later in Gent-Wevelgem verdeelde hij wielerbeminnend Vlaanderen en bij uitbreiding wielerfans over de hele wereld. Van Aert schonk Gent-Wevelgem weg aan ploegmaat Christophe Laporte. Van Aert en Laporte lieten Jan en alleman achter op de beklimming van de Kemmelberg–Ossuaire en reden vervolgens een koppeltijdrit van ruim 50 kilometer naar Wevelgem. Aan de aankomst op de Vanackerestraat liet hij Laporte voor, hetgeen op een symbolische actie leek indien de gezamenlijke triomftocht van Van Aert–Laporte naar Harelbeke het jaar voordien (toen Van Aert won) in acht wordt genomen.
Veel waarnemers zagen het anders. Van Aert kreeg kritiek van analisten zoals Tom Boonen, die zwoer "ploegmaats aan zeges te hebben geholpen, maar nooit een wielerklassieker [als Wevelgem] weg te hebben gegeven". Boonen besloot: "Van Aert zal spijt krijgen [van zijn geschenk]".
Ook Johan Museeuw uitte kritiek in dezelfde trend als Boonen, hoewel Museeuw dubieus – dat is te zeggen op gelijkaardige wijze als Laporte in Gent-Wevelgem – in zijn tijd Parijs-Roubaix mocht winnen bij zijn toenmalige ploeg Mapei. Museeuw had dus een soortgelijke situatie meegemaakt, die destijds zo mogelijk nog veel meer met argusogen werd bekeken. Drie Mapei-renners reden in 1996 de wielerpiste van Roubaix op. Museeuw werd letterlijk door zijn ploeg als winnaar aangeduid (en twee anderen  dienden zich bij de keuze neer te leggen). Museeuw: "Over 15 jaar zal Wout misschien eens aan dit moment terugdenken en kwaad zijn op zichzelf. Hij beseft misschien niet goed wat hij heeft weggegeven. De overwinning is namelijk weg. Ik zou het niet gedaan hebben, maar ook niet gekund hebben". Museeuw heeft het ook effectief nooit gedaan, maar heeft dus ooit wel een zege gekregen. Fabian Cancellara was dan weer lovend over Van Aerts gulle daad. "Dit maakt hem groter als kampioen. Het was niet helemaal onzelfzuchtig. Ik geloof niet dat Gent-Wevelgem nog eens winnen zijn leven verandert", aldus de Zwitser.
Van Aert leefde ontspannen toe naar de Ronde van Vlaanderen ondanks de kritiek die hij kreeg na Gent-Wevelgem. Hij benadrukte voor de start dat niet hij maar Tadej Pogačar vooraf de grote favoriet was. Pogačar had zich bijzonder sterk getoond op de korte hellingen in de Vlaamse Ardennen. Met name de Oude Kwaremont werd met stip aangekruist als mogelijk ijkpunt in de koers met de wetenschap dat Pogačar er versnelde in de E3 Saxo Classic. Dat bleek terecht, want al bij de tweede beklimming van drie keer Oude Kwaremont demarreerde Pogačar, die alleen door Van der Poel en Van Aert nog werd gevolgd. Met z'n drieën reden ze naar de kop van de wedstrijd, maar in Ronse achtte Van der Poel plotseling zijn moment gekomen. De Nederlander anticipeerde op een volgende versnelling van Pogačar, die er met zekerheid zat aan te komen, en zette de druk op de Sloveen. Op de Oude Kruisberg viel Van der Poel aan. Diens versnelling gooide Van Aert, die hierbij kleur bekende, overboord. Van Aert geraakte daarna niet meer vooraan en eindigde teleurgesteld als vierde. In de finale liet Pogačar Van der Poel achter op de Oude Kwaremont en won solo de Ronde van Vlaanderen.
Een week later kwam Van Aert een stuk sterker voor de dag in Parijs-Roubaix. Samen met schaduwkopman Christophe Laporte dropte hij reeds op 100 kilometer van de aankomst een bommetje, vooraleer het peloton het gevreesde Bos van Wallers-Arenberg indook. Mathieu van der Poel en twee van diens Alpecin-ploegmaats, Jasper Philipsen en Gianni Vermeersch, reageerden alert op de situatie. Bij het verlaten van het Bos van Wallers reed Laporte echter lek, waardoor Van Aert alleen overbleef namens Jumbo-Visma. Het overtal van Alpecin-renners verplichtte Van der Poel om de koers te dragen, wat in het voordeel was van Van Aert. Tot het Carrefour de l'Arbre moest Alpecin het tempo hoog houden zodat niemand uit de achtergrond kon terugkeren. Laporte en Nathan Van Hooydonck deden in de achtergrond namelijk hun stinkende best om weer vooraan te geraken en zo Van Aert nog van dienst te kunnen zijn. Dat lukte hen niet meer. Van Aert viel aan op het Carrefour de l'Arbre op het moment dat John Degenkolb viel, en Van der Poel hierdoor wat werd opgehouden. In korte tijd dichtte Van der Poel het gat op het lange rechte stuk van Carrefour de l'Arbre tot een lekke achtertube roet in het eten gooide voor Van Aert en zijn koers over was. Van der Poel passeerde hem en reed solo naar Roubaix. Van Aert werd derde achter Philipsen.

#### 2024
Op 16 februari haalde Van Aert zijn eerste wegzege van 2024 binnen in een sprint in de derde rit in de Ronde van de Algarve te Portugal. Op 25 februari nam hij voor de eerste keer in zijn carrière deel aan Kuurne-Brussel-Kuurne en won terstond de 76ste editie van de wielerklassieker door Tim Wellens en Oier Lazkano met sprekend gemak in de sprint te kloppen.
De Vlaamse wielrenner sloeg Tirreno-Adriatico en enkele andere ritten over om zich in het voorjaar volledig te focussen op de Ronde van Vlaanderen en Parijs-Roubaix, maar enkele dagen voor het Vlaamse wielermonument sloeg het noodlot toe. Op 27 maart in Dwars door Vlaanderen kwam Van Aert in het peloton zwaar ten val aan zo'n tachtig kilometer per uur tijdens een afdaling richting de Kanarieberg op zowat 65 kilometer van de eindstreep. Hij moest afgevoerd worden met de ziekenwagen.  Het verdict was een sleutelbeenbreuk, zeven gebroken ribben en een gebarsten borstbeen. Een dag later werd hij in het ziekenhuis van Herentals geopereerd aan het sleutelbeen. De andere breuken moesten genezen door rust. Zijn andere grote doel van 2024 – de Ronde van Italië – werd hierdoor afgelast. Na twee maanden revalidatie vierde van Aert op 23 mei zijn rentree in de Ronde van Noorwegen. In juni/juli nam hij deel aan de Ronde van Frankrijk, waar hij geregeld top 10-plaatsen haalde in massasprinten. Op 27 juli op de Olympische Zomerspelen van Parijs won Van Aert een bronzen medaille in de individuele tijdrit.

#### 2025
In mei/juni nam Van Aert deel aan de Ronde van Italië, ondanks hij kort daarvoor ziek was. De Belg won de negende rit van Gubbio naar Siena, waar hij eerder in 2020 ook de Strade Bianche won. In de slotklim wist hij zijn Mexicaanse medevluchter Isaac del Toro van zich af te houden. Van Aert viel in de Giro ook op als superknecht voor zijn ploeggenoten. Tweemaal fungeerde hij als loods in sprintwinsten voor Olav Kooij. In de voorlaatste rit bergop naar Sestrière hielp hij Simon Yates als "brommer" aan Giro-eindwinst. Op het eindpodium in Rome kreeg Van Aert van een jury van journalisten de individuele prijs Trofeo Bonacossa voor de "grootste sportieve prestatie".
Voor het BK op de weg gaf hij forfait, door buikgriep.
Doordat hij pas was hersteld van zijn buikgriep, startte hij niet in beste vorm aan de Ronde van Frankrijk. Naarmate de tijd vorderde werd hij steeds beter, waaronder een tweede plaats in de achtste etappe. In de sprint was alleen Jonathan Milan sneller. In de eenentwintigste etappe verscheen hij gemotiveerd aan de start, hopend op een eerste ritwinst in de Tour sinds 2022. Op de laatse passage op Montmartre, op 7 kilometer van het einde, versnelde hij uit het wiel van gele trui en uiteindelijke eindwinnaar Tadej Pogačar. Hierdoor had hij een grote voorsprong in de afdaling, en kwam ritwinst uiteindelijk nooit meer in gevaar. Dit was zijn tiende etappeoverwinning ooit in de Ronde van Frankrijk, waarvan zijn tweede op de Champs-Elysées. 

## Privéleven
Van Aert werd geboren in Herentals, maar groeide op in het Vlaamse Lille, waar zijn ouders geboren en getogen waren. De ouders van zijn vader waren van Nederlandse afkomst. Zij verhuisden in de jaren zestig naar Lille om daar een boerenbedrijf te beginnen. Van Aerts Nederlandse afkomst blijkt ook uit de schrijfwijze van de achternaam: het tussenvoegsel 'van' na de voornaam wordt met een kleine letter geschreven, in plaats van met een hoofdletter zoals gebruikelijk in België.
Van Aert volgde in het middelbaar onderwijs wetenschappen-wiskunde. Daarna volgde hij anderhalf jaar de opleiding toegepaste informatica aan de Thomas More-hogeschool in Geel, waarna hij zich volledig op het wielrennen stortte.
In 2018 huwde de wielrenner Sarah De Bie, eveneens afkomstig uit Lille. In 2021 werd zijn eerste zoon geboren en in 2023 verliet hij voortijdig de Tour de France om de geboorte van zijn tweede zoon bij te wonen.

## Palmares

### Veldrijden

#### Overwinningen
| Seizoen   | Wereldbeker                                             | Superprestige                                                 | X²O Trofee                                                       | WK  | EK  | BK  | Overige                                                                      | Totaal aantal zeges |
| --------- | ------------------------------------------------------- | ------------------------------------------------------------- | ---------------------------------------------------------------- | --- | --- | --- | ---------------------------------------------------------------------------- | ------------------- |
| 2013–2014 |                                                         |                                                               |                                                                  | NVT | NVT | NVT | Otegem                                                                       | 1                   |
| 2014–2015 | Koksijde                                                |                                                               | Oudenaarde, Hamme, Essen, Loenhout, Baal, Eindklassement         | ↑   | NVT | ↑   | Kruibeke, Mol, Bredene, Zonnebeke, Eeklo, Lebbeke, Oostmalle                 | 13                  |
| 2015–2016 | Las Vegas, Eindklassement                               | Gieten, Zonhoven, Asper-Gavere, Francorchamps, Eindklassement | Ronse, Oudenaarde, Hamme, Essen, Antwerpen, Baal, Eindklassement | ↑   | ↑   | ↑   | Neerpelt, Erpe-Mere, Kruibeke, Mol, Eeklo                                    | 18                  |
| 2016–2017 | Las Vegas, Iowa, Heusden-Zolder, Fiuggi, Eindklassement | Francorchamps                                                 | Ronse, Oudenaarde, Essen, Loenhout, Eindklassement               | ↑   | ↑   | ↑   | Geraardsbergen, Waterloo, Ardooie, Boom, Bredene, Oostmalle, Masters Waregem | 18                  |
| 2017–2018 | Zeven, Namen                                            | Boom, Asper-Gavere                                            |                                                                  | ↑   | DNS | ↑   | Ardooie, Sint-Niklaas, Bredene                                               | 9                   |
| 2018–2019 | Pontchâteau                                             |                                                               |                                                                  | ↑   | ↑   | ↑   | Ardooie, Bredene, La Mézière                                                 | 4                   |
| 2019–2020 |                                                         |                                                               | Lille                                                            | 4e  | DNS | 5e  |                                                                              | 1                   |
| 2020–2021 | Dendermonde, Overijse, Eindklassement                   |                                                               | Herentals                                                        | ↑   | DNS | ↑   | Mol                                                                          | 5                   |
| 2021–2022 | Val di Sole, Dendermonde                                | Boom, Heusden-Zolder                                          | Loenhout, Baal, Herentals                                        | DNS | DNS | ↑   | Essen                                                                        | 9                   |
| 2022–2023 | Dublin, Zonhoven                                        | Heusden-Zolder, Diegem, Gullegem                              | Koksijde, Hamme                                                  | ↑   | DNS | DNS | Mol, Loenhout                                                                | 9                   |
| 2023–2024 | Benidorm                                                | Heusden-Zolder                                                |                                                                  | DNS | DNS | DNS | Essen                                                                        | 3                   |
| 2024–2025 | Dendermonde                                             | Gullegem                                                      |                                                                  | ↑   | DNS | DNS |                                                                              | 2                   |
| Totaal    | 17                                                      | 14                                                            | 22                                                               | 3   | 0   | 5   | 31                                                                           | 92                  |

#### Erelijst
| Seizoen   | Aantal zeges     | Regenboogtrui | Europese kampioenentrui | Belgische kampioenstrui | WB  | SP  | X²O | UCI    |
| --------- | ---------------- | ------------- | ----------------------- | ----------------------- | --- | --- | --- | ------ |
| 2013–2014 | 1 overwinning    | NVT           | NVT                     | NVT                     | NVT | NVT | NVT | 10e    |
| 2014–2015 | 13 overwinningen | ↑             | NVT                     | ↑                       | 24e | 12e | ↑   | Zilver |
| 2015–2016 | 18 overwinningen | ↑             | ↑                       | ↑                       | ↑   | ↑   | ↑   | Goud   |
| 2016–2017 | 18 overwinningen | ↑             | ↑                       | ↑                       | ↑   | ↑   | ↑   | Goud   |
| 2017–2018 | 9 overwinningen  | ↑             | DNS                     | ↑                       | ↑   | ↑   | ↑   | Zilver |
| 2018–2019 | 4 overwinningen  | ↑             | ↑                       | ↑                       | ↑   | 4e  | 14e | Zilver |
| 2019–2020 | 1 overwinning    | 4e            | DNS                     | 5e                      | 53e | DNS | 15e | 34e    |
| 2020–2021 | 5 overwinningen  | ↑             | DNS                     | ↑                       | ↑   | 13e | 9e  | 7e     |
| 2021–2022 | 9 overwinningen  | DNS           | DNS                     | ↑                       | 17e | 10e | 9e  | 17e    |
| 2022–2023 | 9 overwinningen  | ↑             | DNS                     | DNS                     | 9e  | 8e  | 6e  | 6e     |
| 2023–2024 | 3 overwinningen  | DNS           | DNS                     | DNS                     | 15e | 19e | 14e | 19e    |
| 2024–2025 | 2 overwinningen  | ↑             | DNS                     | DNS                     |     |     |     |        |
| Totaal    | 92 overwinningen | 3             | 0                       | 5                       | 3   | 1   | 3   | 2      |

#### Jeugd
- 1x Superprestige: 2012–2013 (beloften)
- 1x Bpost bank trofee: 2013–2014 (beloften)
- 1x  Wereldkampioenschap: 2014 (beloften)
- 1x  Europees kampioenschap: 2014 (beloften)

### Wegwielrennen

#### Overwinningen
2014 – 3 zeges
- 3e en 5e etappe Ronde van Luik (geen UCI-zeges)
- Eindklassement Ronde van Luik (geen UCI-zege)
- Puntenklassement Ronde van Luik
- Bergklassement Ronde van Luik
- Jongerenklassement Ronde van Luik

2015 – 1 zege
- Wingene Koers (geen UCI-zege)

2016 – 4 zeges
- Puivelde Koerse (geen UCI-zege)
- Proloog Ronde van België
- Profronde van Deurne (geen UCI-zege)
- Schaal Sels

2017 – 3 zeges
- Ronde van Limburg
- Elfstedenronde
- Grand Prix Pino Cerami

2018 – 3 zeges
- 2e etappe Ronde van Denemarken
- Eindklassement Ronde van Denemarken
- Dernycriterium van Antwerpen (geen UCI-zege)

2019 – 5 zeges
- 4e (individuele tijdrit) en 5e etappe Critérium du Dauphiné
- Puntenklassement Critérium du Dauphiné
- Belgisch kampioenschap tijdrijden
- 2e (ploegentijdrit) en 10e etappe Ronde van Frankrijk

2020 – 6 zeges
- Strade Bianche
- Milaan-San Remo
- 1e etappe Critérium du Dauphiné
- Puntenklassement Critérium du Dauphiné
- Belgisch kampioenschap tijdrijden
- 5e en 7e etappe Ronde van Frankrijk

2021 – 13 zeges
- 1e en 7e (individuele tijdrit) etappe Tirreno-Adriatico
- Puntenklassement Tirreno-Adriatico
- Gent-Wevelgem
- Amstel Gold Race
- Belgisch kampioenschap op de weg
- 11e, 20e etappe (individuele tijdrit) en 21e etappe Ronde van Frankrijk
- 1e, 4e, 6e en 8e etappe Ronde van Groot-Brittannië
- Eindklassement Ronde van Groot-Brittannië

2022 – 11 zeges
- Omloop Het Nieuwsblad
- 4e etappe (individuele tijdrit) Parijs-Nice
- Puntenklassement Parijs-Nice
- E3 Saxo Bank Classic
- 1e en 5e etappe Critérium du Dauphiné
- Puntenklassement Critérium du Dauphiné
- 4e, 8e etappe en 20e etappe (individuele tijdrit) Ronde van Frankrijk
- Puntenklassement Ronde van Frankrijk
- Prijs van de strijdlust Ronde van Frankrijk
- Criterium van Herentals (geen UCI-zege)
- Draai van de Kaai (geen UCI-zege)
- Bretagne Classic

2023 – 6 zeges
- E3 Saxo Bank Classic
- Puntenklassement Ronde van Zwitserland
- Belgisch kampioenschap tijdrijden
- Criterium van Herentals (geen UCI-zege)
- 5e etappe Ronde van Groot-Brittannië
- Eindklassement Ronde van Groot-Brittannië
- Coppa Bernocchi

2024 – 5 zeges
- 3e etappe Ronde van de Algarve
- Kuurne-Brussel-Kuurne
- 3e, 7e en 10e etappe Ronde van Spanje

2025 – 3 zeges
- 9e etappe Ronde van Italië
- Trofeo Bonacossa Ronde van Italië
- 21e etappe Ronde van Frankrijk
- Criterium van Herentals (geen UCI-zege)

Totaal: 62 zeges (waarvan 51 individuele UCI-zeges)

#### Resultaten in voornaamste wedstrijden
| Jaar | Ronde van Italië | Ronde van Frankrijk | Ronde van Spanje |
| ---- | ---------------- | ------------------- | ---------------- |
| 2018 |                  |                     |                  |
| 2019 |                  | opgave (1)          |                  |
| 2020 |                  | 20e (2)             |                  |
| 2021 |                  | 19e (3)             |                  |
| 2022 |                  | 22e (3)             |                  |
| 2023 |                  | opgave              |                  |
| 2024 |                  | 52e                 | opgave (3)       |
| 2025 | 72e (1)          | 67e (1)             |                  |

| Jaar | Milaan-San Remo | Gent-Wevelgem | Ronde van Vlaanderen | Parijs-Roubaix | Amstel Gold Race | Luik-Bast.‑Luik | E3 Saxo Classic | Strade Bianche | Omloop Het Nieuwsblad |  | WK op de weg |  | Wereldranglijsten |
| ---- | --------------- | ------------- | -------------------- | -------------- | ---------------- | --------------- | --------------- | -------------- | --------------------- |  | ------------ |  | ----------------- |
| 2018 |                 | 10e           | 9e                   | 13e            |                  |                 |                 | ↑              | 32e                   |  |              |  | 74e (UWR)         |
| 2019 | 6e              | 29e           | 14e                  | 22e            | 58e              |                 | Zilver          | ↑              | 13e                   |  |              |  | 37e (UWR)         |
| 2020 | ↑               | 8e            | ↑                    |                |                  |                 |                 | ↑              | 11e                   |  | ↑            |  | (UWR)             |
| 2021 | ↑               | ↑             | 6e                   | 7e             | ↑                |                 | 11e             | 4e             |                       |  | 11e          |  | (UWR)             |
| 2022 | 8e              | 12e           |                      | ↑              |                  | ↑               | ↑               |                | ↑                     |  | 4e           |  | (UWR)             |
| 2023 | ↑               | ↑             | 4e                   | ↑              |                  |                 | ↑               |                |                       |  | ↑            |  | 5e (UWR)          |
| 2024 |                 |               |                      |                |                  |                 | ↑               |                | ↑                     |  |              |  | 10e (UWR)         |
| 2025 |                 |               | 4e                   | 4e             | 4e               |                 | 15e             |                | 11e                   |  |              |  |                   |

#### Resultaten in kleinere rondes
| Jaar | Parijs-Nice | Tirreno-Adriatico | Critérium du Dauphiné | Ronde van Zwitserland | BinckBank Tour | Ronde van België | Ronde van Denemarken | Ronde van Groot-Brittannië |
| 2013 |             |                   |                       |                       |                | opgave           |                      |                            |
| 2014 |             |                   |                       |                       |                |                  |                      |                            |
| 2015 |             |                   |                       |                       |                | 23e              |                      |                            |
| 2016 |             |                   |                       |                       |                | 8e (1)           |                      |                            |
| 2017 |             |                   |                       |                       | 37e            | 10e              |                      |                            |
| 2018 |             |                   |                       |                       |                |                  | ↑ (1)                |                            |
| 2019 |             |                   | 47e (2)               |                       |                |                  |                      |                            |
| 2020 |             |                   | 32e (1)               |                       |                |                  |                      |                            |
| 2021 |             | ↑ (2)             |                       |                       |                |                  |                      | ↑ (4)                      |
| 2022 | 32e (1)     |                   | 49e (2)               |                       |                |                  |                      |                            |
| 2023 |             | 53e               |                       | 31e                   |                |                  |                      | ↑ (1)                      |

(*) tussen haakjes aantal individuele etappeoverwinningen

#### Olympische Spelen
| Olympische Zomerspelen 2020 | Goud | Zilver | Brons |
| Wegrit mannen 2020          | 0    | 1      | 0     |
| Tijdrit mannen 2024         | 0    | 0      | 1     |

### Gravelbiken
2023 – 1 zege
- Houffa Gravel

## Ploegen
- 2012 –  Telenet-Fidea
- 2013 –  Telenet-Fidea
- 2014 –  Vastgoedservice-Golden Palace
- 2015 –  Vastgoedservice-Golden Palace
- 2016 –  Crelan-Vastgoedservice
- 2017 –  Veranda's Willems-Crelan
- 2018 –  Veranda's Willems-Crelan
- 2019 –  Team Jumbo-Visma
- 2020 –  Team Jumbo-Visma
- 2021 –  Team Jumbo-Visma
- 2022 –  Team Jumbo-Visma
- 2023 –  Jumbo-Visma
- 2024 –  Visma I Lease a Bike
- 2025 –  Team Visma-Lease a Bike

## Onderscheidingen
- Flandrien-Trofee: 2019, 2020, 2021
- Sportman van het jaar: 2020, 2021
- Nationale trofee voor sportverdienste: 2020
- Vlaamse Reus: 2020
- Kristallen Fiets: 2020, 2021

## Kledinglijn
Sinds 29 september 2017 heeft Wout van Aert samen met zijn vrouw Sarah De Bie een eigen kledinglijn met de naam Panache. “Fans zijn op zoek naar kledij die ze niet alleen in het veld, maar ook in het dagelijkse leven kunnen dragen”, aldus Van Aert.